# Amour et Turbulences
Pour plus de détails, voir Fiche technique et Distribution.
Amour et Turbulences est un film français réalisé par Alexandre Castagnetti en 2013.

## Synopsis
Antoine et Julie se retrouvent par hasard installés côte à côte dans l'avion qui les ramène de New-York à Paris où Julie doit épouser Franck. Problème, son voisin de vol n'est autre que son ex, avec qui elle a vécu une liaison merveilleuse et chaotique quelques années plus tôt. Comment Antoine utilisera-t-il ces sept heures de vol pour tenter de la séduire à nouveau ? Ils revivent leur rencontre, leur amour, leur rupture, prétexte à autant de scènes extravagantes, mordantes et romantiques qui vont faire de ce voyage le plus émouvant de leur vie.

## Fiche technique
- Titre : Amour et Turbulences
- Réalisation : Alexandre Castagnetti
- Scénario : Vincent Angell
- Adaptation et dialogues : Nicolas Bedos
- Musique : Nicolas Wauquiez et Evymoon
- Supervision musicale : My Melody
- Photo : Yannick Ressigeac
- Son : Jean-Paul Bernard
- Montage : Scott Stevenson
- Société de production : Révérence, en association avec la SOFICA Indéfilms 1
- Pays d'origine :  France
- Durée : 86 minutes
- Date de sortie : 3 avril 2013 en France

## Distribution
- Ludivine Sagnier : Julie
- Nicolas Bedos : Antoine
- Jonathan Cohen : Hugo
- Arnaud Ducret : Franck
- Jackie Berroyer : Arthur

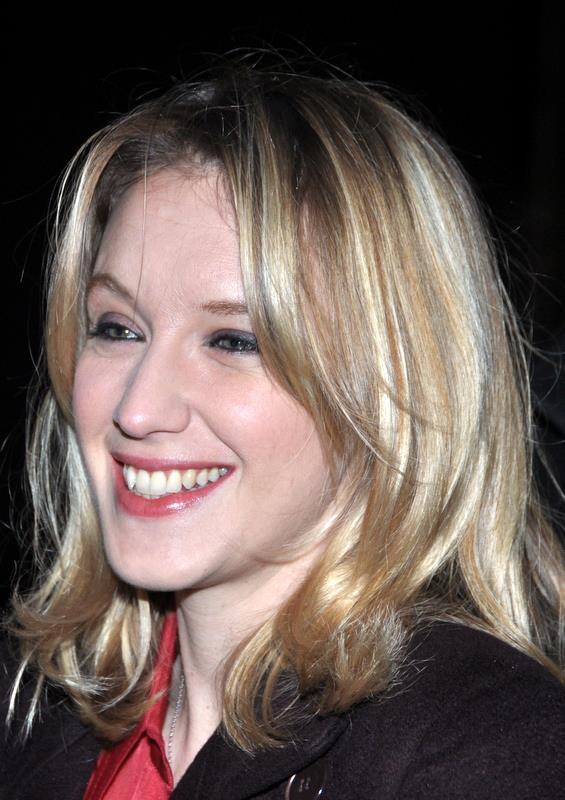
L'actrice principale Ludivine Sagnier au dîner des révélations des César 2013.

- Clémentine Célarié : Marie, la mère de Julie
- Michel Vuillermoz : Georges
- Odile Vuillemin : Caroline, une ex d'Antoine
- Lila Salet : Stéphanie
- Brigitte Catillon : Claire
- Ina Castagnetti : Aïssa
- Sophie-Charlotte Husson : Nina
- Jérôme Charvet : Jérôme
- Jean-Philippe Goudroye : Renato
- Yves Espargilière : le gros monsieur
- Cédric Nouet : Enzo
- David Capelle : le voisin d'Aïssa
- Ania Gauer : ex-lover
- Kelly Kopen : Pearl
- Evymoon : le saxophoniste du club de jazz
- Nathan Rippy : le type de la galerie new-yorkaise 2
- Pierre Aussedat : Claude Talesh
- Eric Wagner : le gardien de la Tour Eiffel
- Vincent Primault : Paul
- Fabienne Berriau-Pahud : Anne
- Douceline Derreal : Myrtille
- Mariama Gueye : Fanta
- Priscilla de Laforcade : Vanessa
- Haruhiko Hirata : la collègue japonaise
- Bertrand Castagnetti : le chauffeur du cabinet Franck
- Claudine Grémy : la secrétaire de Franck
- Claire Olivier : l'hôtesse d'Enzo
- Natasha Romanova : la glam girl nº1
- Lisa Long : la glam girl nº2
- Eve Prouty : la dame du taxi
- Marion Ballota : l'hôtesse de l'A380 n°1
- Amélie Gouaze : l'hôtesse de l'A380 n°2
- Catherine Giron : Sylviane
- Grégory Genestier : le mari versaillais
- Nicolas Wauquiez : le musicien du quartet nº1
- Simon Barzilay : le musicien quartet nº2
- Daniel Régent : le musicien quartet nº3
- Clémentine Bernard : la fille du club de jazz nº1
- Noémie Noblesse : la fille du club de jazz nº2
- Rita Kamkumo : la fille du club de jazz nº3
- Patrice Tepasso : le jeune homme du karaoké
- Nancy Mensah-Offei : la jeune femme du karaoké
- Alexandra Roth : Karine
- Rayaan Ali : l'agent d'escale
- Laurent Prudhomme : l'ambulancier
- Daniel Semporé : le cuisinier
- Nacer Chenouf : le chauffeur de taxi de la Tour Eiffel
- Florent Ingicco : le barman
- Xiren Wang : l'ex-amoureux
- Bryan A. Miranda : Sikh Taxi Driver
- Charlotte Eugène Guibeaud : (non créditée)
- Jessie Nagpal : un voyageur (non crédité)
- Jamie Rosen : un amoureux (non crédité)

## Tournage
Le film a été tourné à Paris et à New-York.